# Podłęże (gromada)
Podłęże (do 29 VI 1960 Staniątki) – dawna gromada, czyli najmniejsza jednostka podziału terytorialnego Polskiej Rzeczypospolitej Ludowej w latach 1954–1972.
Gromady, z gromadzkimi radami narodowymi (GRN) jako organami władzy najniższego stopnia na wsi, funkcjonowały od reformy reorganizującej administrację wiejską przeprowadzonej jesienią 1954 do momentu ich zniesienia z dniem 1 stycznia 1973, tym samym wypierając organizację gminną w latach 1954–1972.
Gromadę Podłęże z siedzibą GRN w Podłężu utworzono 30 czerwca 1960 roku w powiecie krakowskim w woj. krakowskim w związku z przeniesieniem siedziby GRN gromady Staniątki ze Staniątek do Podłęża i przemianowaniem jednostki na gromada Podłęże; równocześnie do gromady Podłęże przyłączono obszar zniesionej gromady Zakrzów.
W kwietniu 1969 dla gromady ustalono 23 członków gromadzkiej rady narodowej. 1 stycznia 1970 gromada składała się ze wsi: Ochmanów, Podłęże, Słomiróg, Staniątki, Suchoraba, Zagórze i Zakrzów.
Gromada przetrwała do końca 1972 roku, czyli do kolejnej reformy gminnej.